# Sofraja
La sofraja, garreta o jarret és la part de la cama o del braç oposades respectivament al genoll o al colze. És anomenada també buit popliti. Les sofrages estan localitzades visualment pel séc horitzontal del plec de flexió del genoll en el centre, i per les dues línies verticals que marquen els tendons a banda i banda, més fosques que la pell adjacent. Existeix també el terme sagnia per referir-se a la part del braç exclusivament.
"Sofraja" ve del llatí suffrāgo, derivat de frangĕre ("trencar"), pres en el significat de 'plegar la cama'. El diccionari prescriu que és un mot femení, encara que en certes zones es concep com a masculí (el sofrage / els sofrages). Té les variants no-normatives sofralla i sofraina.
De més a més, depèn de quin diccionari utilitzem, el mot s'aplica tan sols als animals, o indiferentment a animals o a persones.